# Sort
|  | Aquest article és sobre la vila i el municipi actual d'aquest nom. Per a altres significats, vegeu Sort (desambiguació) |

Sort és una vila i municipi de Catalunya situat a la comarca del Pallars Sobirà, on fa de cap de comarca. És, juntament amb el Pont de Suert, un dels caps de comarca menys poblats de Catalunya. El 2011 tenia 2.360 habitants
L'actual municipi de Sort és fruit de l'agregació al vell terme de Sort dels d'Enviny i Llessui, el 1970, i d'Altron, el 1976. Amb aquestes agregacions, el terme municipal de Sort ha assolit una extensió de 105,05 km², que multiplica per vuit el seu terme original de 13,9 km². Enviny n'hi va aportar 31,7, Llessui, 53 (tota la part muntanyosa del costat de ponent), i Altron, més petit, 6,5.
El terme antic s'estenia per la ribera de la Noguera Pallaresa, a tots dos costats, mentre que la vila era a la dreta del riu. Modernament s'ha estès també per la riba esquerra. A més de la Ribera, el terme actual comprèn la vall del Barranc de Montardit i pràcticament tota la Vall d'Àssua, que en part comparteix amb Rialb.
És el centre històric del Pallars, i conserva les restes del castell comtal, així com nombrosos vestigis medievals que ajuden a entendre el paper històric que jugà el Pallars a la història de Catalunya (com ara l'àliga bicèfala al seu escut): és gran el nombre d'esglésies romàniques, de castells i de pobles closos i viles murades que hi ha en aquest tros del Pallars.
La població dels nuclis agregats va sofert una important davallada durant aquests darrers anys a causa el despoblament per manca de feina.

## Etimologia
L'origen del nom és anterior a l'època romana i té un origen diferent del concepte de sort. «Sort» és un topònim d'origen bascoide, de l'arrel sort, o suert, que volia dir pont, fent referència a l'únic pont important que creuava la Noguera Pallaresa.
És el mateix origen que el Pont de Suert, amb la curiositat que en aquest segon cas es dona una redundància: el pont del pont. Joan Coromines ho explica, tot i que de forma més complexa: és l'adjunció de diverses arrels basques, que donen l'adjectiu corresponent als conceptes çubi (pont) més iri (poble), és a dir: del poble del pont (basc suburiti).
Durant l'edat mitjana, aquest suburiti va passar successivament a Suort o Subort, Saort (o Sabort), fins a arribar a la forma actual, Sort, que pot significar tant el poble del pont com el poble de més enllà del pont.

## Geografia
- Llista de topònims de Sort (Orografia: muntanyes, serres, collades, indrets..; hidrografia: rius, fonts...; edificis: cases, masies, esglésies, etc).

L'extens terme municipal de Sort, tal com ha quedat configurat en el darrer terç del segle xx ocupa el sector de ponent del centre de la comarca.
La descripció del terme està repartida als articles dels antics municipis de Sort, Altron, Enviny i Llessui.
Termes municipals limítrofs:
|                                      | Espot     | Rialb     |
| La Torre de Cabdella (Pallars Jussà) |           | Soriguera |
| Baix Pallars                         | Soriguera |           |

## Entitats de població de l'actual terme de Sort
| Entitat de població | Habitants (2024) |
| Sort                | 1.718            |
| Montardit de Baix   | 102              |
| Llessui             | 102              |
| Olp                 | 58               |
| Altron              | 50               |
| Montardit de Dalt   | 46               |
| Enviny              | 33               |
| la Bastida de Sort  | 32               |
| Pujalt              | 31               |
| Saurí               | 23               |
| Bressui             | 18               |
| Bernui              | 17               |
| Sorre               | 13               |
| Llarvén             | 10               |
| Castellviny         | 5                |
| Font: Idescat       |                  |

Setze són els nuclis de població del terme, pràcticament tots habitats, tot i que alguns han arribat al límit del despoblament. En els primers anys del segle xxi, però, s'ha viscut una certa recuperació, en aquest aspecte. Els quinze nuclis, Altron, la Bastida de Sort, Bernui, Bressui, Castellviny, Enviny, Llarvén, Llessui (amb la Torre), Montardit de Baix, Montardit de Dalt, Olp, Pernui, Saurí, Sorre i Sort, disposen cadascun d'ells del seu article específic.

### La vila de Sort

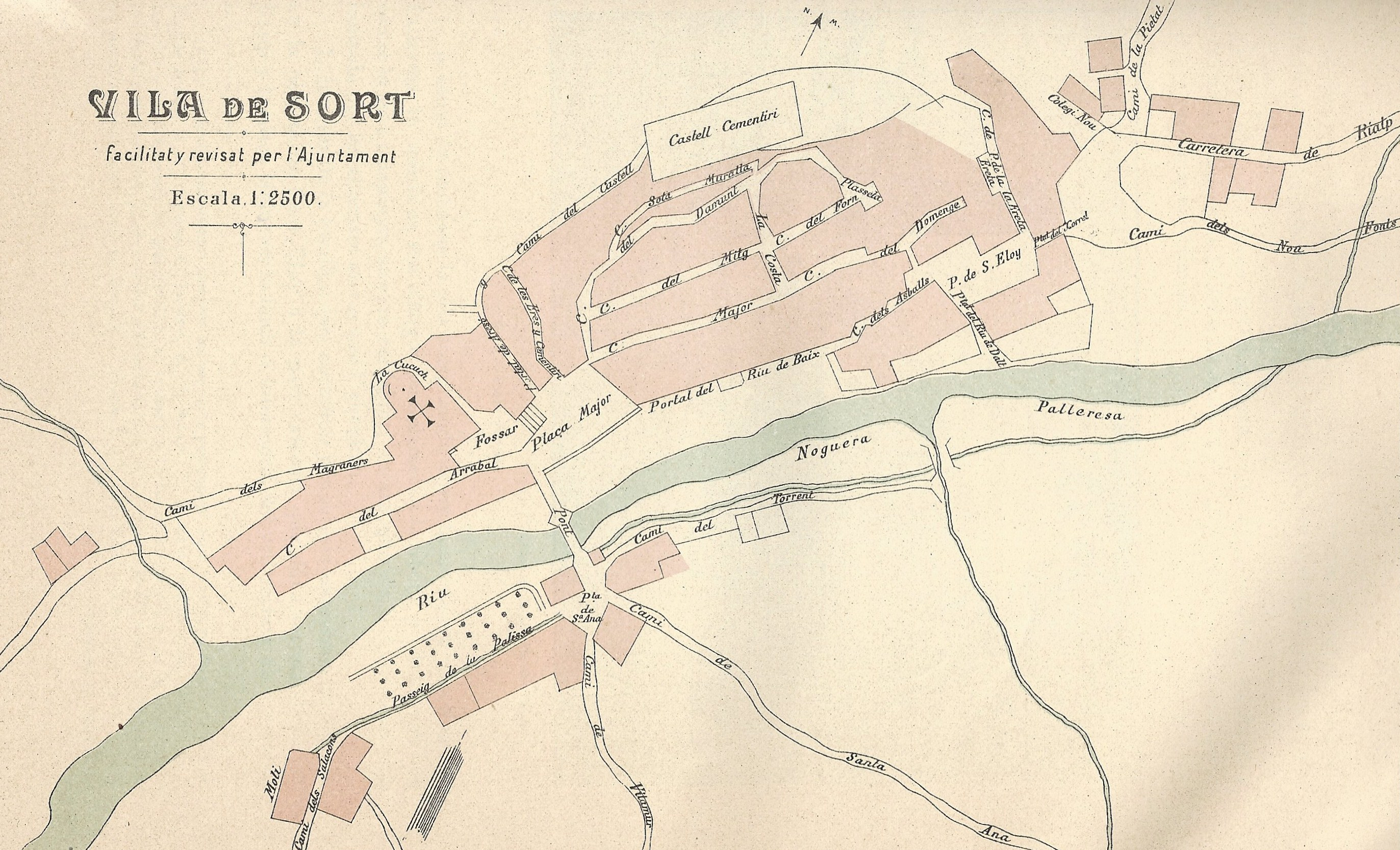
Plànol de Sort vers el 1900

La vila vella de Sort, en forma de vila closa, era pràcticament un rectangle posat al biaix, de sud-oest a nord-est, paral·lel a la Noguera Pallaresa en aquest tram. S'organitzava bàsicament a partir del Carrer Major, amb alguns carrerons interiors, sobretot a la part més septentrional, on s'eixamplava un xic. En total hi havia dotze carrers. A l'extrem sud-oest hi havia el portal d'entrada al clos de la vila, al lloc on hi ha ara la Plaça Major i l'església de Sant Feliu. La carretera actual i el carrer de les Escoles suposaven, respectivament a llevant i a ponent, l'exterior del clos de la vila. Al nord-est hi ha la plaça de Sant Eloi, amb una de les cases principals de la vila, Casa Xorret. La Casa de la Vila és a l'extrem nord de la vila vella, justament en el lloc d'enllaç amb els primers eixamples del sector septentrional.
La vila moderna s'ha estès considerablement cap al nord, resseguint tant la carretera C-13, camí de Rialb, d'Esterri d'Àneu i de la Vall d'Aran, com la carretera LV-5223, camí de la Bastida de Sort, Altron i Llessui. També s'ha estès cap a la zona més muntanyosa, al nord del Castell de Sort -de fet, fou el primer eixample de la vila-, on hi ha l'Escola Àngel Serafí i Casanovas, d'ensenyament infantil i primari, l'Institut Hug Roger III, d'ensenyament secundari i l'Arxiu Comarcal del Pallars Sobirà; també cap a l'antiga riba esquerra de la Noguera Pallaresa i cap a migdia, a la dreta del riu, on s'ha construït, entre altres equipaments i blocs de pisos, el Poliesportiu els Til·lers, l'Escola de Piragüisme i, més a migdia, la Depuradora. El riu fou desviat lleugerament cap a llevant, de manera que la llera antiga va quedar convertida en un parc públic, el Parc del Riuet, i els edificis bastits a la riba esquerra quedaren integrats en el nucli urbà de Sort, passant a formar part, així, de la dreta del riu.

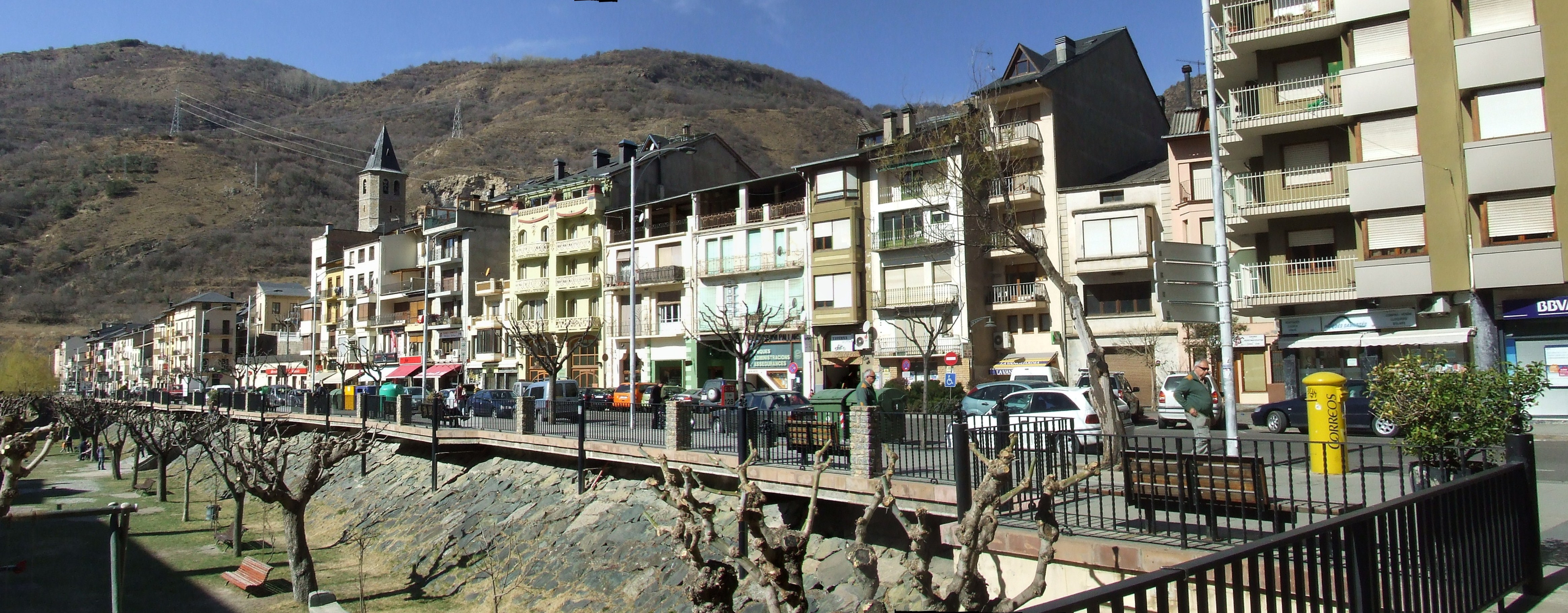
La façana oriental de la vila, a la dreta de l'antiga llera de la Noguera Pallaresa, actualment Parc del Riuet

Al llarg de les darreres dècades, a l'esquerra de la Noguera Pallaresa ha anat creixent un espai residencial, sobretot als Horts de Santa Anna, on s'alternen les cases de nova construcció amb les antigues bordes reconvertides en habitatges permanents. Complementa aquest sector residencial un grup de blocs de pisos a la Ribera de Sort, a l'extrem sud del nucli.
El sector industrial està poc desenvolupat, tant a Sort com a tot el Pallars Sobirà. És per això que la capital de la comarca no disposa, en sentit estricte, de cap zona industrial organitzada com a tal.

#### Les cases de la vila[3]
Malgrat ser una vila, Sort ha conservat memòria dels noms de les seves cases, en les quals es veu una barreja d'antiguitat i de modernitat:
| - Casa Adobet - Casa Adoguet - Casa Adrogueret - Casa Agulleri - Casa Agullonet - Casa Agustí del Ferrer - Casa Agustinet - Casa Agutzil - Casa Aiguardenter - Casa Aytés - Ajuntament - Casa Aleix - Casa Aleix de la Costa - Casa l'Aleixet - Casa Alfonso - Casa Amadeu de la Viuda - Casa Ametlló - Casa Angatxo - Casa Angeleta - Casa Andreu de Lliser - Casa Anton - Casa Antonieta de Catxera - Casa l'Assessor - Casa Badiot - Casa Baltasar - Casa Baró - Casa Basili - Casa Basques - Casa Batisteta - Casa Benito - Casa Bernat - Casa Bernat de la Carretera - Casa Betona - Casa Birosta - Casa Blanco - Casa Blasiet - Casa Boixadors Bolusta - Casa Boter - Casa Botxa - Casa Buenastingui - Casa Burjoc de la Carretera - Casa Burrella - Caixa de Pensions - Casa Camacrua - Casa Camarot - Casa Canaleres - Casa Cangeta - Casa Canona - Casa Cap del Pont - Casa Carboner - Casa Cardadora - Casa Carlí | - Casa Carlos de la Quima - Casa la Carme - Casa Carolina - Casa Carrera - Casa Carreró - Casa Castanyeta - Casa la Castellana - Casa Catxera - Casa Cerdà - Casa Cintet de la Manuela - Casa Cisco de Saverneda - Casa Cisquet de Morer - Casa Cisquet de Sabater - Casa Civís - Casa Claudino - Casa Coi - Casa Coixet - Casa Comaret - Casa Conquers - Casa Cordeon - Casa Corporal - Casa Correuet - Casa Cota - Casa Dominguet - Casa Dulce - Casa Eduardo - Casa Enric de Toni - Casa Escarceller - Casa Espardenyer - Casa Eusebio - Casa Fallonga-Migrat - Farmàcia - Casa Farratge - Casa Fassercia - Casa Fedrico - Casa la Feliça - Casa Feliciano - Casa Feliçó - Casa Feliu de Xambosc - Casa Ferrer de Rateta - Casa Fideuer - Casa Flórido - Casa Folrat - Casa Fotrala - Casa Gaietano - Casa Gaió - Casa Galtarroia - Casa Garriga - Casa Gat - Casa Gavatx - Casa Generosa - Casa Gepet de Pei | - Casa Geperudeta - Casa Gildo - Casa Girald o Giralt - Casa Gravat - Casa Gualter - Casa Guilset - Casa Gumersinda - L'Hostalet - Casa Huguet - Casa Janet - Casa Jaume de Pei - Casa Joan de l'Hostalnou - Casa Joantet - Casa Jordana - Casa Jordi - Casa Jordieta - Casa Josefina - Casa Josepàs - Casa Júlia - Casa Laureano - Casa Let - Casa Lleïr - Casa Lleó - Casa Llibrada - Casa Llinars - Casa Llumet - Casa Losada - Casa Magí - Casa Maginet - Casa Màlio de Xicoies - Casa Manco - Casa Manel del Barber - Casa Manel de Fassèrcia - Casa Manuela - Casa Marcela - Casa Maria del Gat - Casa Mariano - Casa Mariola - Casa Mariot - Casa Martí de l'Ametlló - Casa Marxantó - Casa Matietes - Casa Minguet - Casa Miquel de la Teresa - Casa Misser - Casa Misseret - Casa Modesta - Casa Moixers - Casa Moixí - Casa Moles - Casa Mònica | - Casa Monjo - Casa Montaner - Casa Moreno - Casa Pacheco - Casa Paisan - Casa la Palissa - Casa Pastisseret - Casa Pastisser Vell - Casa Pastoret - Casa Pau - Casa Peio de l'Agustinet - Casa Pelaio - Casa Pepe de Botxa - Casa Pere - Casa Pere de Rateta - Casa Peret de les Hòsties - Casa Peret de les Medalles - Casa Peret de la Pepa - Casa Peret del Pillo - Casa Peret de la Rita - Casa Periquet - Casa Pessets - Casa Pet - Casa Peters - Casa Peufort - Casa Picoi - Casa Pillo - Casa Podader - Casa Pol - Casa Polelos - Casa Porrer - Casa Quico - Casa Quim del Ferrer - Casa Quim de Vigatà - Casa Quinquillaire - Casa Querido - Casa Rafeló - Casa Ramona del Maginet - Casa Ramonet - Casa Ramonito - Casa Ranc - Casa Rateta - Casa Recallers - La Rectoria - Casa Rei - Casa Rellotger - Casa Ricou - Casa Riteta - Casa Riu - Casa Roi | - Casa Rossell - Casa Rutllet - Casa Sabateró - Casa Salau - Casa Sambola - Casa Sambola de la Carretera - Casa Sança - Casa Sastre - Casa Sastre Gasa - Casa Saverneda - Casa Sebastià - Casa Serrat-Carreter - Casa Servat - Casa Sing-Sing - Casa Solans - Casa Sorrilla - Casa Sostres - Casa Tarrado - Casa Tecla - Casa Teixidor - Casa Teresona - Casa Tia de l'Huguet - Casa Tiet - Casa Ton de la Mília - Casa Ton de la Molinera - Casa Ton de Tonet - Casa Toni - Casa Trinitat de l'Hostalnou - Casa Valentí - Casa Ventura de Jordi - Casa Ventura del Rull - Casa Ventura del Sac - Casa Verders - Casa Verrós - Casa Verrós del Cubert - Casa Victoriano de Burrella - Casa Viola - Casa Violant - Casa Vivatxó - Casa Volant - Casa Virós - Casa Xambosquet - Casa Xic de Redó - Casa Xic de Sabater - Casa Xicoies - Casa Xicolater - Casa Xo - Casa Xoi - Casa Xorret - Casa Ximenis |

## Història

### Edat mitjana

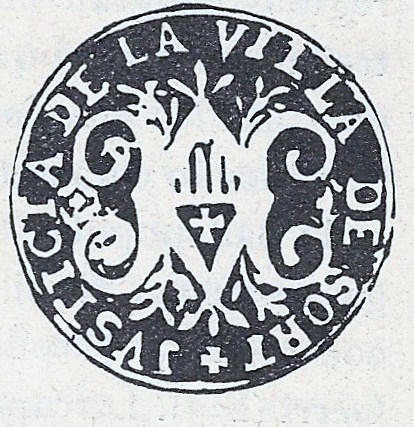
Segell del Justícia de la Vila de Sort

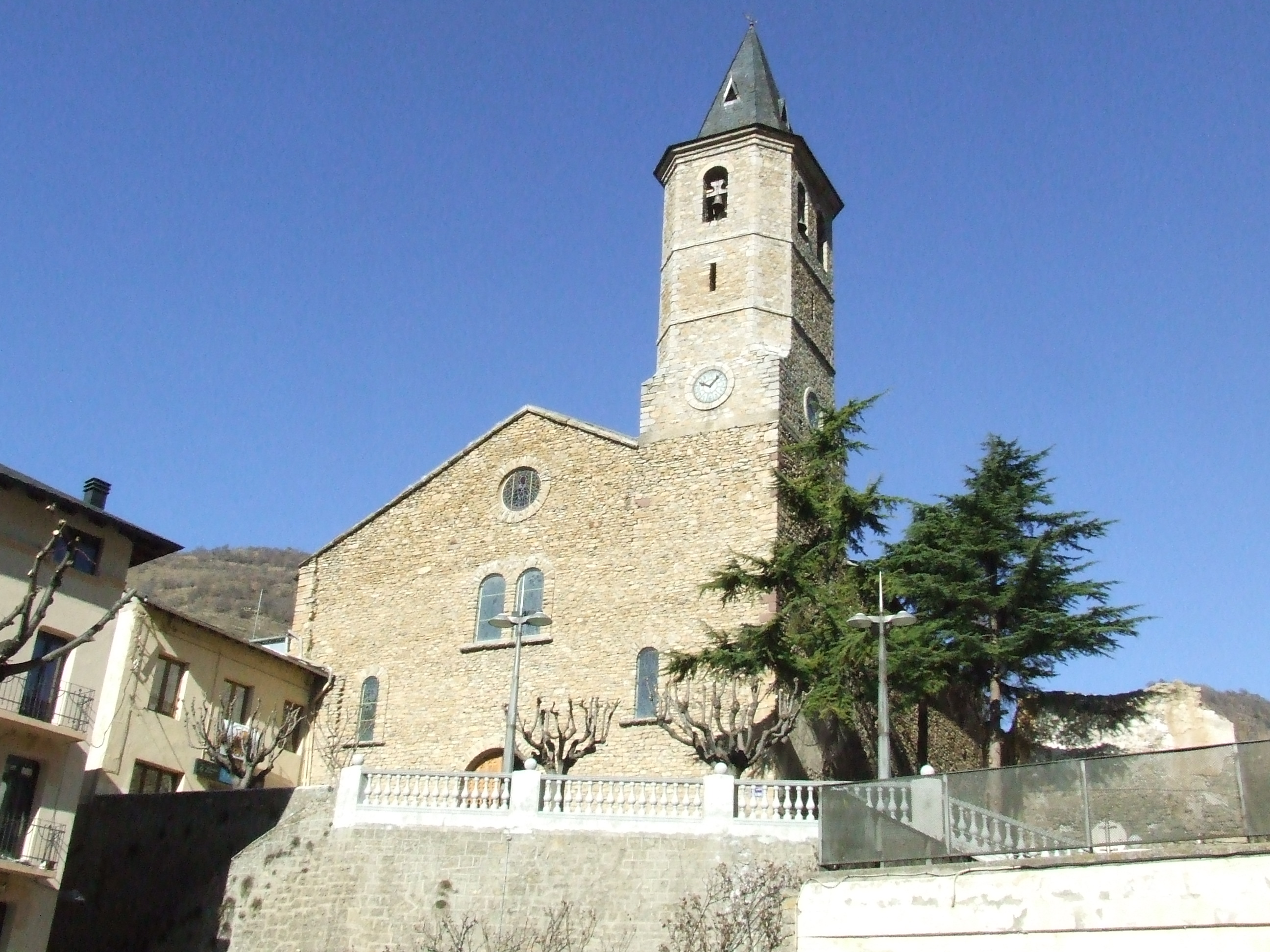
L'església parroquial de Sant Feliu de Sort

La vila de Sort està documentada des del 947, en una donació del comte Isarn I de Pallars, la seva muller Adelaida i llur fill Guillem a l'abat de Santa Maria de Gerri; l'alou efecte de la donació és in ipsa riba de Saorte (a la riba de Sort). Al llarg del segle x són freqüents els esments documentals a la riba de Sort. El 1069 el comte Ramon V de Pallars Jussà dona la vila de Sabort al bisbe d'Urgell, confirmant una cessió anteriorment feta per sa mare, Ermessenda. El 1099 un document similar torna a fer esment de la vila.

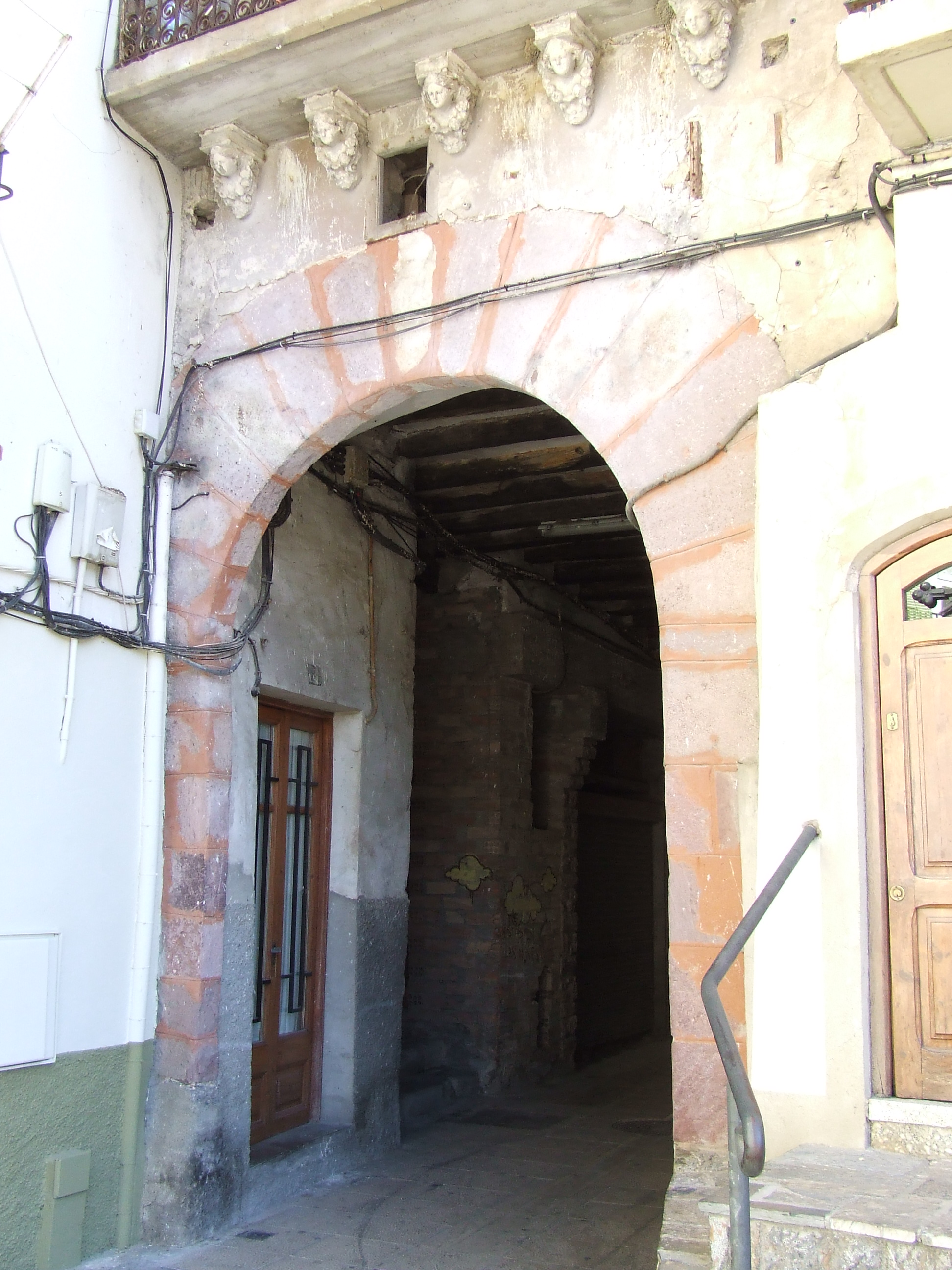
El portal de l'antiga vila closa de Sort

Ja al segle xiii la parròquia de Sant Feliu de Sort és esmentada entre les que formaven part del deganat de Montenartró. Coincideix en el temps amb la transformació en residència comtal del Castell dels Comtes de Pallars, amb la qual cosa la vila de Sort guanyà importància política. En aquest castell havia nascut, vers 1065, probablement, Ot de Pallars, fill dels comtes de Pallars Artau I de Pallars Sobirà i la seva muller, Llúcia de Marca, però no fou fins al xiii que esdevingué residència comtal preferent. El 1282, Arnau Roger I de Pallars Sobirà, després d'una pugna amb el rei, Pere II el Gran, va fer reconeixença al monarca de tot de castells pallaresos, entre els quals hi havia el de Sort.

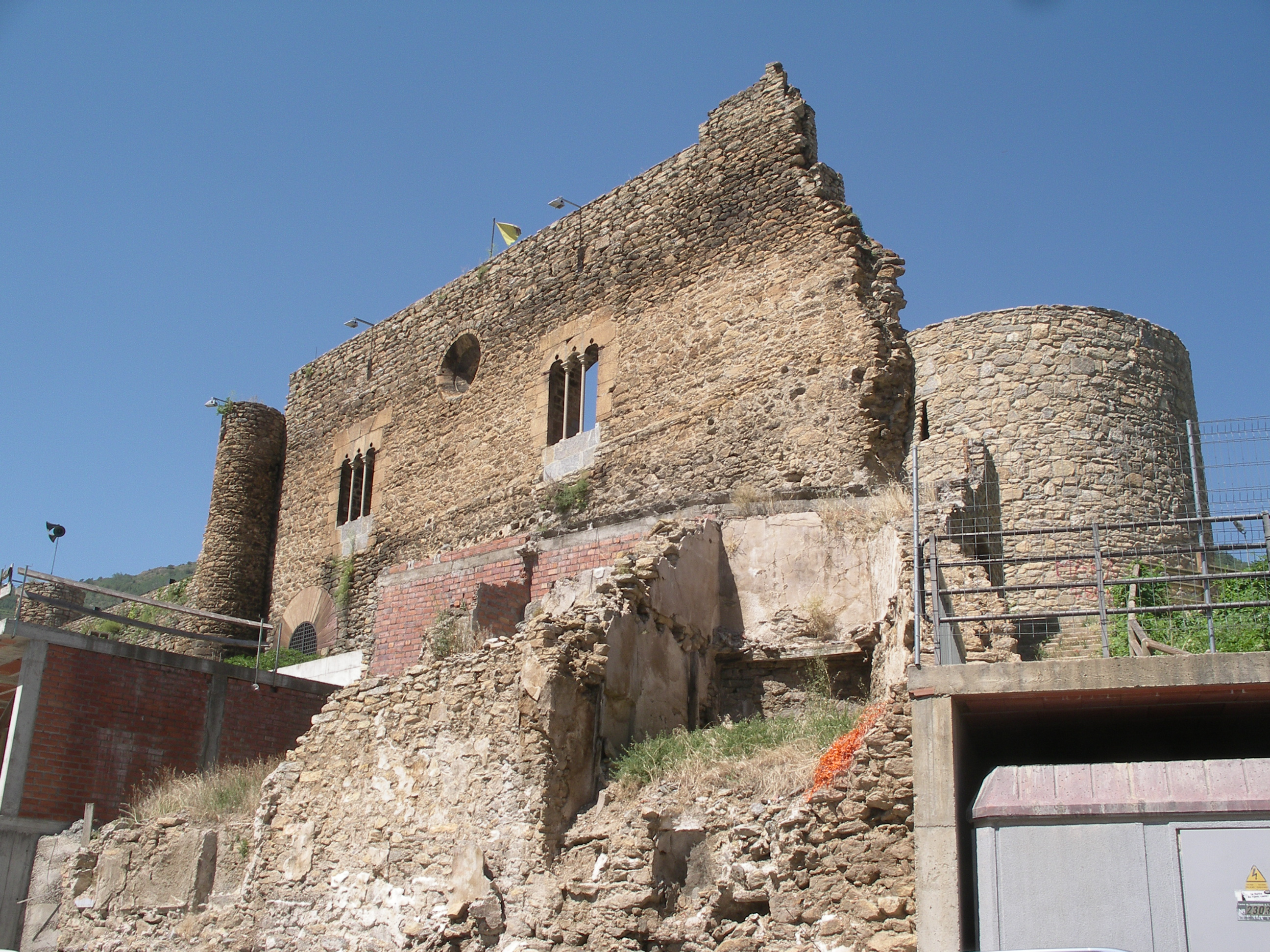
Restes del Castell de Sort

Malgrat la importància del castell, la vila de Sort, englobada en forma de vila closa en les defenses del castell, continuava essent una vila petita, però amb funcions ja de centre comarcal a causa del mercat. Sort esdevingué un lloc clau en totes les lluites dels darrers temps de l'edat mitjana, de primer amb el comte de Foix, després amb el de Comenge, i més tard en la Guerra civil catalana, amb Joan II Sense fe. Hug Roger III de Pallars Sobirà hi fou especialment bel·ligerant, fins que el 1478 es van signar treves al Castell de Sort, després de la mediació de Joan Ramon Folc III de Cardona. Malgrat aquesta mediació, continuaren les disputes comtals, sobretot agreujades pel fet que els de Cardona havien heretat el Vescomtat de Vilamur. El rei va declarar el comte pallarès rebel, sobretot per la influència que exercia Joan Ramon Folc IV de Cardona damunt del rei Ferran II el Catòlic. Li foren confiscats tots els seus béns, amb una gran resistència d'Hug Roger III i, a la seva mort, de la seva esposa, Caterina Albert, qui es refugià en el Castell de València d'Àneu, on va resistir fins al 1491.

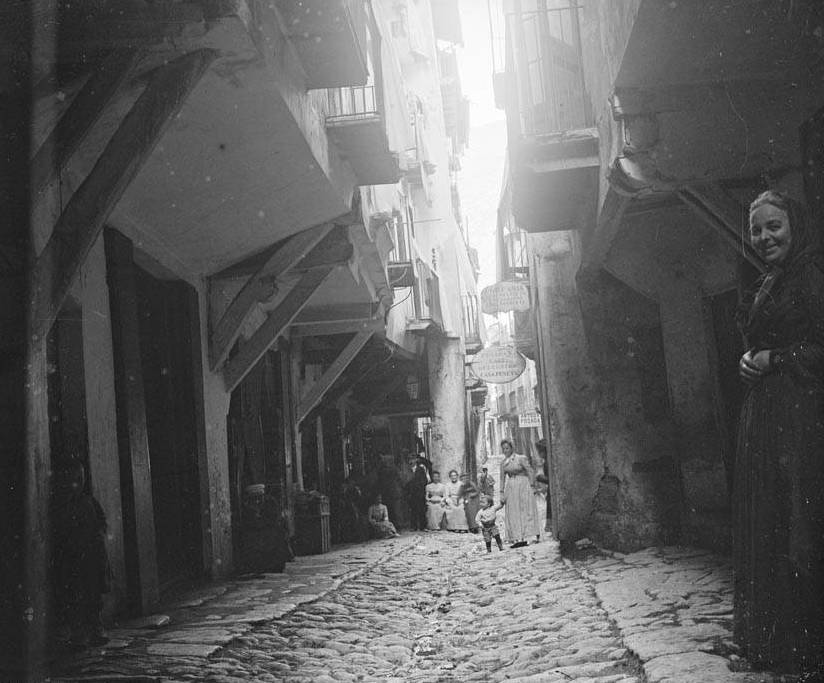
Carrer Major de Sort cap a 1890

Així, el 1488, i després de pagar al rei 12.000 sous, el Comte de Cardona es feu amo i senyor de la vila i castell de Sort, i el 1491 esdevenia Marquès de Pallars, per concessió reial. En aquest marquesat es reunien les antigues possessions del Comtat de Pallars Sobirà i les del Vescomtat de Vilamur, que ja era en mans dels de Cardona. Es procedia, així, a la unificació política de pràcticament tota l'actual comarca del Pallars Sobirà. El Comte de Cardona, més endavant Duc de Cardona, mantingué el domini damunt de Sort fins a l'extinció dels senyorius, a mitjan segle xix.

### Edat moderna

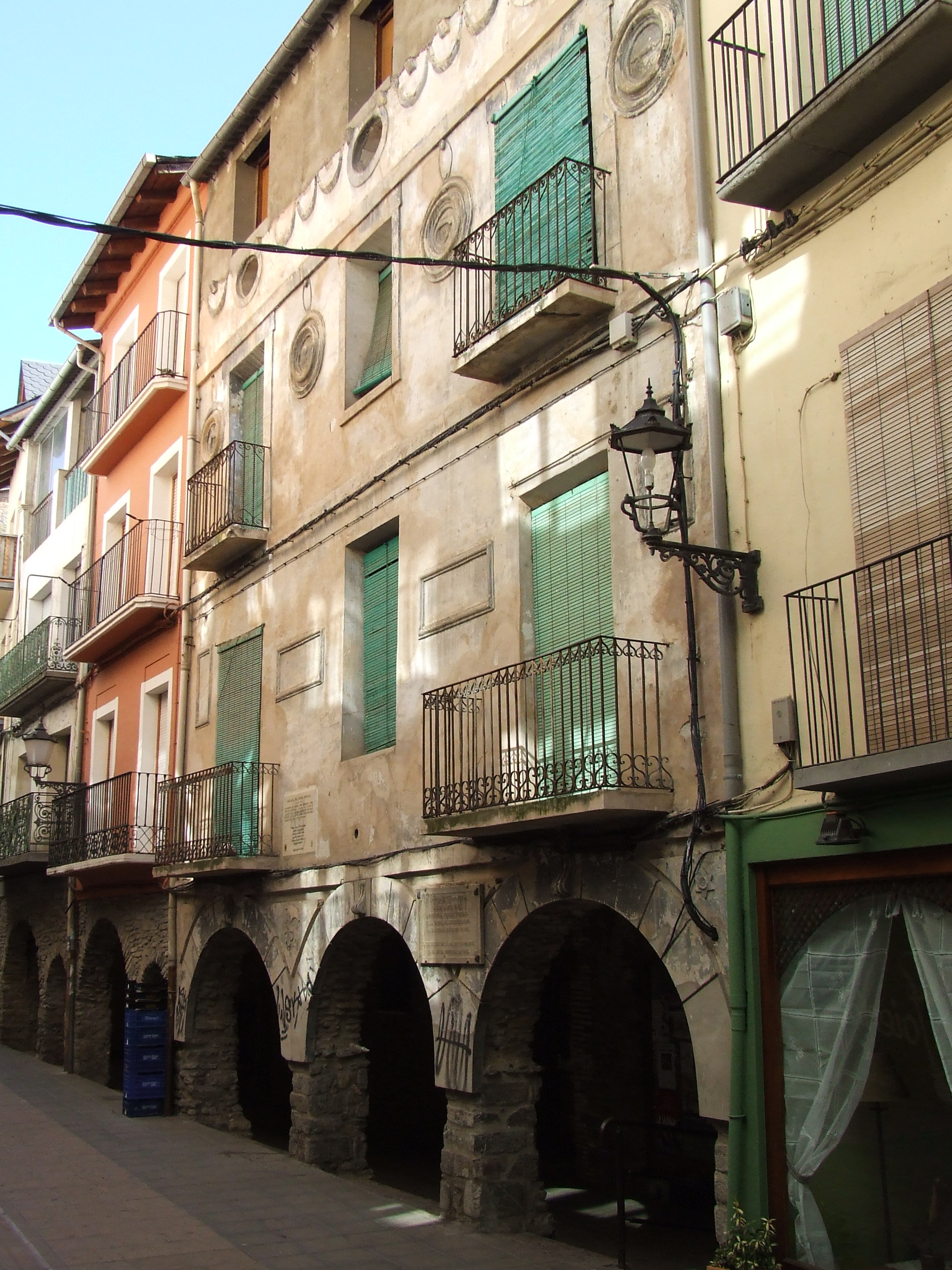
Casa Girald, al Carrer Major, vinculada al General Josep Moragues i Mas

L'entrada a l'edat moderna es produí ja amb un fet que a la llarga seria rellevant per a la sort del Castell dels Comtes de Pallars: els marquesos ja no residiren més a Sort, on tenien un governador, qui tenia cura de l'administració de tot el marquesat. El 1513 foren confirmats als sortencs tots els privilegis de què gaudien anteriorment, pel procurador del marquès, Guerau de Peguera. El procurador i governador concedia la fleca, la taverna i el forn de la vila, imposava tributs i concedia exempcions, sempre en nom del marquès.
En el fogatge del 1553, Sort y lo Mas Cassavall declara 45 focs laics, 1 de militar i 6 d'eclesiàstics (uns 260 habitants).
El 1640 els habitants de la vila de Sort, amb els seus síndics al capdavant, s'afegiren a l'aixecament popular de la Guerra dels Segadors, però retornaren després a l'obediència del rei i del marquès de Pallars, en aquell moment també duc de Segorb. Una nova guerra es donà al cap de poc més de 50 anys: la Guerra de Successió; el general Moragues, governador de Castellciutat, mantingué Sort i tota la comarca en el bàndol austriacista fins al 1713, moment en què capitulà a Castellciutat. Aleshores, després d'un breu retir a Sort, continuà la lluita contra els borbons unint-se a l'exèrcit català de l'interior comanat per Antoni Desvalls i de Vergós.

### Edat contemporània
Ja al segle xix, amb la reorganització administrativa de tot l'estat, Sort esdevingué cap de partit judicial l'any 1835. La demarcació de Sort abraçava 36 ajuntaments i un total de 1.695 km²: tota la comarca del Pallars Sobirà, més els tres ajuntaments de la Vall Fosca: Mont-ros, la Pobleta de Bellveí i la Torre de Cabdella. Formava districte electoral conjuntament amb la Vall d'Aran. Sort en aquell moment tenia 990 habitants.
Pascual Madoz dedica un extens article del seu Diccionario geográfico... a Sort. S'hi pot llegir que és una vila amb ajuntament, amb partit judicial i oficialat eclesiàstic. És en un petit coster a la dreta de la Noguera Pallaresa, en un lloc on regnen els vents del nord i del sud, i de vegades els de l'est. El clima hi és sa i temperat, i no s'hi coneixen altres malalties que els refredats. Descriu la vila dient que la formen 162 cases de mala construcció i escasses comoditats, amb carrers molt estrets i mal empedrats i dues places, la Major destinada al mercat setmanal que se celebra a la vila. Continua dient que hi havia Casa de la Vila, una presó irregular, i dues escoles, una de nens amb el mestre pagat a mitges per la vila, pels pobles que se'n serveixen i per les classes acomodades, i una de nenes. La parròquia era servida per un rector nomenat per la diòcesi i tres beneficiats de sang (fills de la vila o dels pobles dels entorns), i el cementiri estava situat en un lloc alt i ben ventilat.
Esmenta el gran bosc de Mata Negra, per damunt de Pernui, i esmenta les pedreres de pedra i de guix del terme de Sort. Diu que es veuen, en el vessant oriental de la muntanya que anomena Mata Negra, les ruïnes d'un poble que es creu que fou el de Vilamflor, origen de Sort, on en diverses excavacions s'han trobat ossos humans; a més, assegura que, segons la tradició, una petita imatge de sant Feliu que es troba a l'església parroquial de Sort procedeix de l'església dedicada a sant Feliu del poble de Vilamflor.
Respecte del terme, informa que la terra és de secà, de qualitat mitjana, amb prats artificials on es cria bona herba per a diverses menes d'animals. S'hi produïen cereals, llegums i hortalisses, principalment blat i patates. De bestiar, de tota mena: ovelles, cabres, mules, vaques, cavalls i porcs. De cacera, llebres, perdius i conills, i de pesca, truites i anguiles. La indústria es reduïa en aquell moment a una fàbrica de xocolata, un molí fariner, alguns telers que produïen roba ordinària; també s'hi fabricaven objectes de primera necessitat, en especial espardenyes. El comerç, a part del mercat setmana, se centrava molt en el tracte de bestiar, que es duia a vendre a les fires de la Pobleta de Bellveí i de Salàs de Pallars. S'hi celebrava mercat cada dimarts, i una fira molt concorreguda el 8 de novembre. La població era formada per 150 veïns (caps de casa) i 750 ànimes (habitants).
Malgrat que durant les Guerres Carlines, no hi hagué gaires enfrontaments a Sort i la seva comarca, malgrat el nombre considerable de voluntaris carlins que hi hagué. La prova de la relativa pau que es visqué a la comarca és que el Seminari diocesà de la Seu d'Urgell estigué instal·lat a Sort entre el 1873 i el 1875, atesa la gran conflictivitat que sí que es vivia a la Seu d'Urgell.
En els inicis del segle xx, com cita la Geografia general de Catalunya, Sort tenia 214 edificis, amb 823 habitants. Tenia dos molins fariners, ja hi havia il·luminació elèctrica, i l'aigua era conduïda a la font de la Plaça Major, on en podia disposar tot el veïnat. També posseïa notari públic i Registre de la propietat.

#### L'ajuntament
Els alcaldes
- Ramon Rafel Civís (1938-1939)

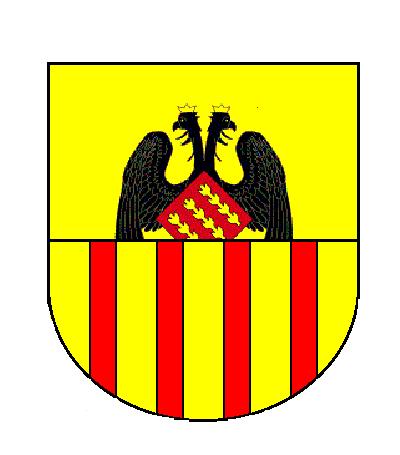
Escut municipal antic de Sort

- Antonio Tarragona Agulló (1939-1944)
- Ramon Aytés Pla (1944-1969)
- Ramon Rafel Salvat (1969-1979)
- Antoni Comes i Solé (1979 - 1983)
- Francesc Rafel i Rabasa (1983 - 1991)
- Agustí Lluís López i Pla (1991 - 2011)
- Llàtzer Sibis i Goset (2011 - 2015)
- Raimon Monterde Alberich (2015 - 2021)[8]
- Baldo Farré Serrat (2021 - actualitat)[9]

Legislatura 2011-2015
| Candidatura | Candidatura | Cap de llista               | Vots  | Regidors | % vots |
| ----------- | ----------- | --------------------------- | ----- | -------- | ------ |
|             | CIU         | Llàtzer Sibis               | 713   | 8        | 65,41  |
|             | PM          | Antonio de Padua Tomas Roca | 268   | 3        | 24,59  |
|             | PP          | Pere Olives Jantorre        | 68    | 0        | 6,24   |
| Total       | Total       | 1.151                       | 1.151 | 11       |        |

Legislatura 2015-2019
| Candidatura | Candidatura       | Cap de llista            | Vots  | Regidors | % vots |
| ----------- | ----------------- | ------------------------ | ----- | -------- | ------ |
|             | CIU               | Llàtzer Sibís            | 423   | 5        | 36,12  |
|             | Fem Municipi - FM | Raimon Monterde Alberich | 387   | 4        | 33,05  |
|             | CUP               | Baldo Farré Serrat       | 220   | 2        | 18,79  |
| Total       | Total             | 1.191                    | 1.191 | 11       |        |

Legislatura 2019-2023
| Eleccions municipals de 26 de maig de 2019 - Sort                                                                          |                                      |                                     |                                     |        |          |          |
| Candidatura | Candidatura                          | Candidatura                         | Cap de llista                       | Vots   | Vots     | Regidors |
| | Som Poble                            |                                     | Raimon Monterde Alberich            | 474    | 38,88%   | 5 (+5)   |
| | Fem Municipi - ERC-AM                |                                     | Maleni Barbero Mora                 | 363    | 29,78%   | 3 (-1)   |
| | Junts per Catalunya                  |                                     | Inma Gallardo Barceló               | 247    | 20,26%   | 2 (-3)   |
| | Partit dels Socialistes de Catalunya |                                     | Jose Antonio Manrique Manrique      | 110    | 9,02%    | 1 (+1)   |
| | Vots en blanc                        |                                     |                                     | 25     | 2,05%    |          |
| Total vots vàlids i regidors                                                                                               | Total vots vàlids i regidors         | Total vots vàlids i regidors        | Total vots vàlids i regidors        | 1.194  | 100 %    | 11       |
| | Vots nuls                            | Vots nuls                           | Vots nuls                           | 15     | 1,22%    |          |
| Participació (vots vàlids més nuls)                                                                                        | Participació (vots vàlids més nuls)  | Participació (vots vàlids més nuls) | Participació (vots vàlids més nuls) | 1.578  | 78,20%** |          |
| Abstenció | Abstenció                            | Abstenció                           | Abstenció                           | 344*   | 21,80%** |          |
| Total cens electoral | Total cens electoral                 | Total cens electoral                | Total cens electoral                | 1.578* | 100 %**  |          |
| Batlle: Raimon Monterde Alberich Per ser la llista més votada, després de no haver obtingut majoria absoluta dels regidors |                                      |                                     |                                     |        |          |          |
| Fonts: Pallars Digital (* No són vots sinó electors. ** Percentatge respecte del cens electoral.)                          |                                      |                                     |                                     |        |          |          |

Legislatura 2023-2027
| Eleccions municipals de 28 de maig de 2019 - Sort                                                                    |                                     |                                     |                                     |      |          |          |
| Candidatura | Candidatura                         | Candidatura                         | Cap de llista                       | Vots | Vots     | Regidors |
| | Sumem - Acord Municipal             |                                     | Baldo Farré Serrat                  | 482  | 42,61%   | 5 ()     |
| | Gent de Poble                       |                                     | Albert Baqueró Cereza               | 279  | 24,66%   | 3 (+3)   |
| | Endavant per Sort (PSC-CP)          |                                     | Neus Comes Pon                      | 265  | 23,43%   | 3 (+2)   |
| | Junts per Catalunya                 |                                     | Agustí Cotonat Ruiz                 | 88   | 7,78%    | 0 (-2)   |
| | Vots en blanc                       |                                     |                                     | 17   |          |          |
| Total vots vàlids i regidors                                                                                         | Total vots vàlids i regidors        | Total vots vàlids i regidors        | Total vots vàlids i regidors        | '    | 100 %    | 11       |
| | Vots nuls                           | Vots nuls                           | Vots nuls                           | 17   |          |          |
| Participació (vots vàlids més nuls)                                                                                  | Participació (vots vàlids més nuls) | Participació (vots vàlids més nuls) | Participació (vots vàlids més nuls) |      | 68,53%** |          |
| Abstenció | Abstenció                           | Abstenció                           | Abstenció                           | *    | **       |          |
| Total cens electoral                                                                                                 | Total cens electoral                | Total cens electoral                | Total cens electoral                | '*   | 100 %**  |          |
| Batlle: Baldo Farré Serrat Per ser la llista més votada, després de no haver obtingut majoria absoluta dels regidors |                                     |                                     |                                     |      |          |          |
| Fonts: TV3 (* No són vots sinó electors. ** Percentatge respecte del cens electoral.)                                |                                     |                                     |                                     |      |          |          |

## Demografia
| 1497 f | 1515 f | 1553 f | 1717  | 1787  | 1857  | 1877  | 1887  | 1900  | 1910  |
| ------ | ------ | ------ | ----- | ----- | ----- | ----- | ----- | ----- | ----- |
| 188    | 185    | 195    | 1.650 | 1.871 | 3.191 | 2.727 | 2.674 | 2.478 | 2.405 |

| 1920  | 1930  | 1940  | 1950  | 1960  | 1970  | 1981  | 1990  | 1992  | 1994  |
| ----- | ----- | ----- | ----- | ----- | ----- | ----- | ----- | ----- | ----- |
| 2.580 | 2.263 | 1.955 | 1.969 | 2.117 | 1.962 | 1.496 | 1.546 | 1.645 | 1.645 |

| 1996  | 1998  | 2000  | 2002  | 2004  | 2006  | 2008  | 2010  | 2012  | 2014  |
| ----- | ----- | ----- | ----- | ----- | ----- | ----- | ----- | ----- | ----- |
| 1.718 | 1.715 | 1.791 | 1.895 | 2.003 | 2.238 | 2.373 | 2.387 | 2.322 | 2.237 |

| 2016  | 2018  | 2020  | 2022  | 2024  | 2026 | 2028 | 2030 | 2032 | 2034 |
| ----- | ----- | ----- | ----- | ----- | ---- | ---- | ---- | ---- | ---- |
| 2.145 | 2.164 | 2.154 | 2.192 | 2.213 | -    | -    | -    | -    | -    |

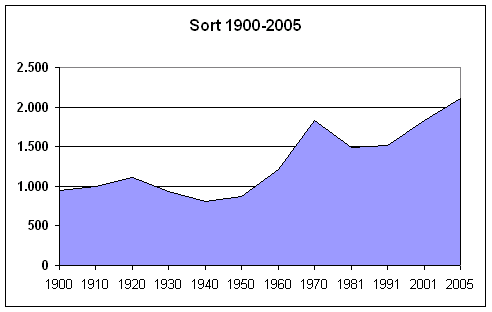
Evolució demogràfica 1900-2005

El 1717 incorpora Bressui; el 1857, la Bastida de Sort; el 1970, Enviny, que el 1847 s'havia ampliat amb Castellviny, Llarvén, Montardit, Olp, Pujalt i Llessui, que havia annexionat Saurí el 1847; i el 1981, Altron, que havia incorporat també el 1847 Bernui i Sorre.

## Llocs d'interès

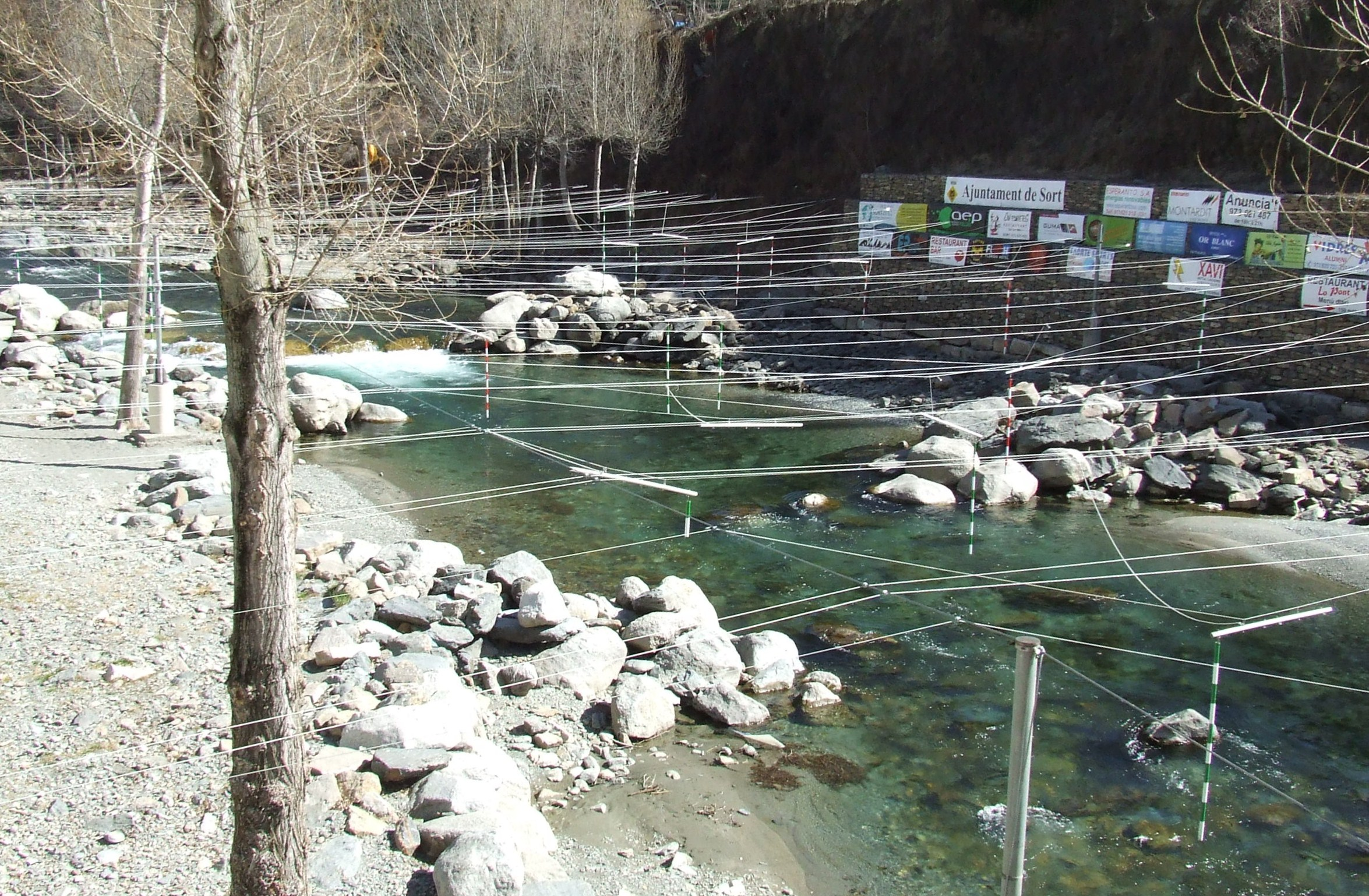
Tram de la Noguera Pallaresa adaptat per als esports nàutics d'aigües braves

En l'actualitat, 2012, el principal atractiu turístic de Sort és tot el que està relacionat amb la natura, principalment en el camp dels esports d'aventura o de risc, per als quals el marc de les aigües braves de la comarca és un marc idoni. L'excursionisme continua essent, des de principis del segle xx, un altre dels al·licients de la vila de Sort.
A més, la vila és coneguda per la seva administració de loteria, anomenada la Bruixa d'or. També hi ha el restaurant el Fogony, que va ser guardonat l'any 2005 amb una estrella Michelin, que manté el 2012.

### Museus
- Presó-Museu Camí de la Llibertat- Inaugurada el 15 de juliol del 2007, a l'antiga presó de partit judicial situada a la plaça de Sant Eloi. El museu s'ocupa de rememorar el pas per Sort dels centenars de persones que havien fugit de l'Europa ocupada pels nazis durant els anys de la Segona Guerra Mundial.[12] És a la mateixa vila de Sort.

## Festivitats
- 24 de gener - Fira de les Pells (es va deixar de celebrar fa uns anys)
- Carnestoltes amb ubicació variable als mesos de febrer i març, 40 dies abans de Divendres Sant, el dimarts de Carnaval és festiu local
- 1 de maig - Aplec de la Mare de Déu del Soler (Enviny)
- 24 de juny - Sant Joan, Fira d'Artesania i Mostra de l'Ovella Xisqueta al Parc del Riuet
- 1 d'agost - Festa Major
- 1r cap de setmana de novembre - Fira de Tardor (si coincideix amb Tots Sants passa al 2n cap de setmana)

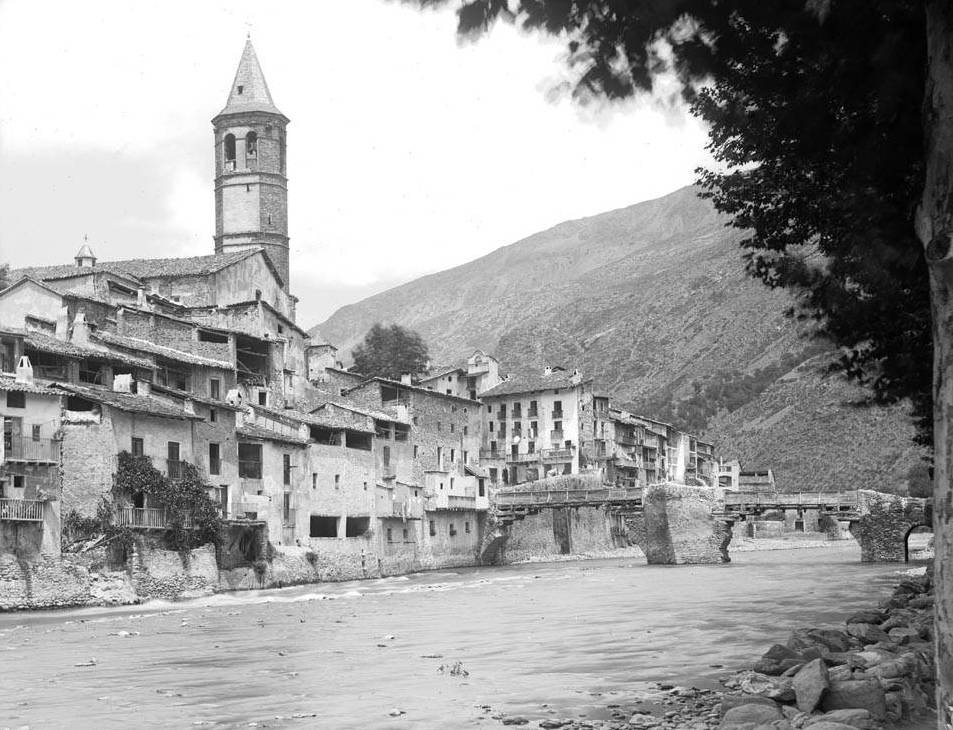
Sort des de la Noguera Pallaresa el 1892

## Comunicacions

### Per carretera
Sort és a 40 quilòmetres de Tremp (cap de la comarca veïna del Pallars Jussà, seu del partit judicial), a 124,5 de Lleida (cap administratiu de la província), a 61 del Pont de Suert (cap de la comarca veïna de l'Alta Ribagorça), a 73 de Vielha (cap de la comarca veïna de la Vall d'Aran), a 52 de la Seu d'Urgell (cap de la comarca veïna de l'Alt Urgell i seu del Bisbat d'Urgell), i a 230 de Barcelona si es passa per la Seu d'Urgell o 219 si es fa camí per Ponts i Tremp.
Sort és el punt de trobada de diverses carreteres, que comuniquen aquesta vila d'una banda amb els pobles pertanyents al seu terme municipal, i de l'altra, amb les comarques veïnes.
- La N-260 és la principal carretera de Sort. A través d'ella, Sort comunica amb la Seu d'Urgell, en un tram de carretera de 52 quilòmetres que s'adreça, fent molts revolts, majoritàriament cap a llevant. Alhora, seguint cap al sud, la mateixa carretera porta en 28 quilòmetres i molts túnels a la Pobla de Segur, on enllaça amb la carretera C-13, a través de la qual es pot continuar cap a Tremp, Balaguer, Lleida i Barcelona, en el darrer cas per itineraris diveros.

Aquesta carretera, en direcció est uneix Sort amb la meitat nord-oriental del terme municipal de Soriguera i amb la comarca de l'Alt Urgell, i en direcció sud, amb la meitat occidental del terme de Soriguera, amb tot el terme de Baix Pallars i amb la comarca del Pallars Jussà.
- La C-13, que en el tram entre la Pobla de Segur i Sort se superposa a la N-260, serveix per comunicar la capital del Pallars Sobirà amb la resta de pobles, per la vall del Noguera Pallaresa, de la comarca i amb la Vall d'Aran, en el seu tram cap al nord. Cap al sud, serveix el que s'acaba d'explicar per a la N-260.

- La LV-5131 és una carretera veïnal que connecta Sort amb la part central del terme municipal de Soriguera, principalment Malmercat i Tornafort, però, a través de pistes, algunes d'elles asfaltades, amb altres pobles d'aquell mateix terme municipal.

- La LV-5222 és una carretera veïnal que mena a l'antic municipi d'Enviny, actualment integrat a Sort: Enviny, Llarvén i Montardit de Dalt. A través d'una pista rural es pot accedir a Bressui des del seu punt quilomètric 1,5.

- La LV-5223 és una carretera veïnal que mena als antics municipis d'Altron i Llessui. Passa per la Bastida de Sort, Altron, Sorre i Llessui. A més, d'ella arrenquen les dues carreteres que es descriuen a continuació.

- La LV-5224 arrenca de la LV-5223 en el seu quilòmetre 3, i duu fins a Olp, des d'on es pot continuar per pistes generalment en bon estat cap a Castellviny, Pujalt i Enviny.

- La LV-5225 arrenca de la LV-5223 a prop del poble de Bernui, on mena i continua cap a Saurí.

### Transport públic
- Línia Barcelona - eth Pònt de Rei (L0092). Un servei diari en direcció nord que passa per Sort als volts de migdia, i dos en direcció sud,[13] que passen per tren vers les 3 i les 5 de la tarda.

- Línia Tremp - València d'Àneu (L0777). Un servei diari en cada direcció.[14] Cap a Tremp, a dos quarts de nou del matí, i cap a València d'Àneu, una mica abans de les 3 de la tarda.

- Línia Sort - la Seu d'Urgell (L0699). Tres serveis diaris en cada direcció (sortida de Sort a les 8, les 9 i dos quarts de 6 de la tarda, i arribada des de la Seu d'Urgell a dos quarts de 12, un quart d'1 i dos quarts de 9 del vespre).[15] Aquesta línia queda restringida a les afectacions del trànsit en el Port del Cantó.

- Línia1 Sort - la Seu d'Urgell (L0423). Dos serveis diaris en cada direcció (sortida de Sort a tres quarts de 8 del matí i a dos quarts de 6 de la tarda, i arribada des de la Seu d'Urgell a prop de les 12 del migdia i de les 9 del vespre).[16] Aquesta línia queda restringida a les afectacions del trànsit en el Port del Cantó.

## Fills il·lustres de Sort

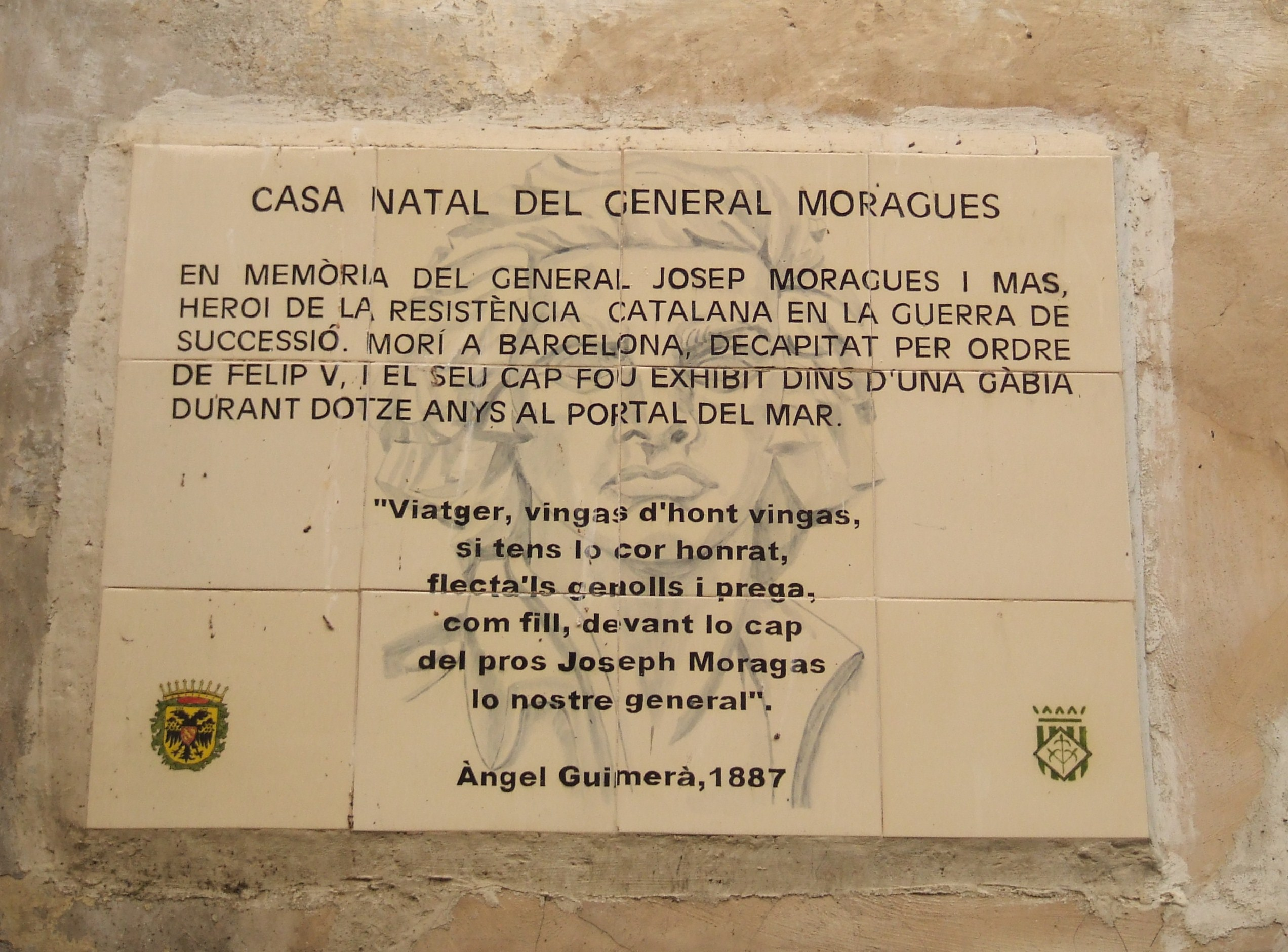
Placa dedicada a Josep Moragues al Carrer Major de Sort

Entre els fills de Sort que han arribat a una certa notabilitat es troben els següents:
- Ot de Pallars, nat al Castell de Sort vers el 1060, abat de Santa Maria de Gerri i bisbe d'Urgell, canonitzat el 1123 (Sant Ot).
- Dr. Joan Vidal, nat el 1829, rector de Suterranya i autor d'obres de teologia bíblica i de caràcter polític. Representant de Sort a les Corts Constituents del 1869.
- Bonaventura Agulló i Prats, nat el 1846, jurista, registrador de la propietat i diputat pel districte de Sort.
- Dr. Agustí Coy i Cotonat, nat el 1859, sacerdot i militar, periodista i historiador.
- Emili Riu i Periquet, nat l'any 1871 a casa Cap del Pont, de Sort. Va ser polític, diputat a Corts de 1901 a 1918 i el 1923 amb el Partit Liberal, i exercint alguns càrrecs a l'administració; empresari, considerat un dels impulsors de les obres d'electrificació de Catalunya i estudiós del món econòmic a Europa, redactor i director de revistes i diaris d'economia.[17][18][19]
- Ramon Aytés Pla, advocat, empresari. Representant dels municipis del partit judicial de Sort a la Diputació de Lleida al 1940, 1946 i 1949
- Dr. Josep Mir i Rocafort "Fassman", metge i parapsicòleg contemporani de renom internacional.
- Mn. Coy[19] cita també com a fills de Sort il·lustres: Agustí Ponsico, coronel, distingit al setge de Girona amb els Terços de Talarn; Ramon Giró, canonge de Ponts; Pablo Duat, prevere; Francisco Periquet i Jordana, coronel; Armengol Agulló i Especier, nat el 1803, registrador de la propietat; Matías Granja, nat el 1840 a casa Cota, i mort el 1906 a Valparaiso, Xile, industrial del salnitre i promotor d'infraestructures com el ferrocarril al Cantón de Aguas Blancas i el Port de Caleta Coloso.

No era pròpiament fill de Sort, però hi tingué residència i profundes relacions (la seva segona muller n'era filla), el general Josep Moragues i Mas, patriota heroi de la Guerra de Successió.